# Карапетян, Кристина Игоревна
Кристина Игоревна Устинова (в девичестве — Коршунова, более известная под фамилией Карапетян; род. 3 августа 1992 года, Чара, Каларский район, Читинская область) — российская и казахстанская волейболистка, диагональная нападающая.

## Биография
В детстве занималась хореографией и игрой на фортепиано. Её мама увлекалась волейболом, имела первый спортивный разряд и брала дочь на тренировки, где та заинтересовалась этой игрой. С 12 лет Кристина начала сама заниматься волейболом.
В 14 лет стала игроком «Забайкалки», вызывалась за юношескую сборную России. В 2013 году перешла в красноярский «Енисей», причём трансфер получился скандальным. Тренер «Забайкалки» Наталья Цуприк требовала компенсацию за переход воспитанницы. Долгие переговоры завершились успехом, и Кристина сменила клуб, в котором выступала до 2016 года.
В 2016—2017 годах выступала за «Иртыш-Казхром», с которым выиграла Кубок Казахстана и серебряные медали чемпионата. В 2017—2018 годах играла за «Жетысу», затем вернулась в «Иртыш-Казхром».
В 2017 году получила гражданство Казахстана и стала выступать за сборную, участвовала в Азиатских играх 2018 года. Вошла в состав сборной на чемпионат мира 2018 года.
В ноябре 2020 года завершила спортивную карьеру из-за травмы. Спустя два года вернулась в волейбол и подписала контракт с кипрским «Аполлоном». В 2023 году окончательно ушла из спорта.

## Личная жизнь
Имеет молдавские корни по отцовской линии. Сама считает себя русской по паспорту.
В 2014 году вышла замуж за тренера Дмитрия Карапетяна, через несколько лет развелась с ним. В настоящее время замужем за волейболистом Михаилом Устиновым.
Известна своими вызывающими фотосессиями и откровенными постами в социальных сетях. Считается «самой горячей волейболисткой Казахстана».

## Достижения
В составе клубов:
1. обладательница кубка Сибири и Дальнего Востока 2015 года (ЖВК "Енисей", г. Красноярск);
2. серебряный призёр кубка Сибири и Дальнего Востока 2014 года (ЖВК "Енисей");
3. обладательница кубка Казахстана 2016 года (ЖВК "Иртыш — Казхром" г. Павлодар);
4. двукратный серебряный призёр чемпионата Казахстана (2017 и 2018 годы);
5. двукратный бронзовый призёр чемпионата Казахстана (2019 и 2020 годы).